# パイオニア・イン
パイオニア・イン (Pioneer Inn) は、アメリカ合衆国ハワイ州マウイ島のラハイナにあったホテル。1901年に建設され、2023年の大火で焼失するまでは「マウイ島最古のホテル」「ハワイ州で現存最古のホテル」として知られていた。

## 解説
ラハイナの港に面して建てられた、34室のイン（ホテル）。バニヤン・ツリーのあるラハイナ・バニヤン・コート・パークの西北に道路を挟んで隣接している。
1901年12月開業。この時代には、ラハイナの捕鯨港としての繁栄はすで過去のものとなりつつあり、マウイ島の主要産業はサトウキビ・プランテーションとなっていた。1913年にはホテルに隣接してパイオニア・シアター (Pioneer Theatre) を開設し、プランテーションの町の数少ない娯楽の拠点となった。ラハイナは観光地として変貌しはじめ、ホテルは船でマウイ島を訪れる旅行者で賑わったという。
ホテルの前のラハイナ港は、ケアワイキ (Keawaiki, 「小さな港」の意) と呼ばれる、古代からの船着き場であった。港に立つラハイナ灯台は、1840年に建設された、ハワイで最も古いとされる灯台である。当初は「ラハイナ・ローズ」に向かう捕鯨船を誘導するために設けられた木造のものであったが、ラハイナ港に入港する船舶が増大したために、1916年にコンクリート製のものに建て替えられた。

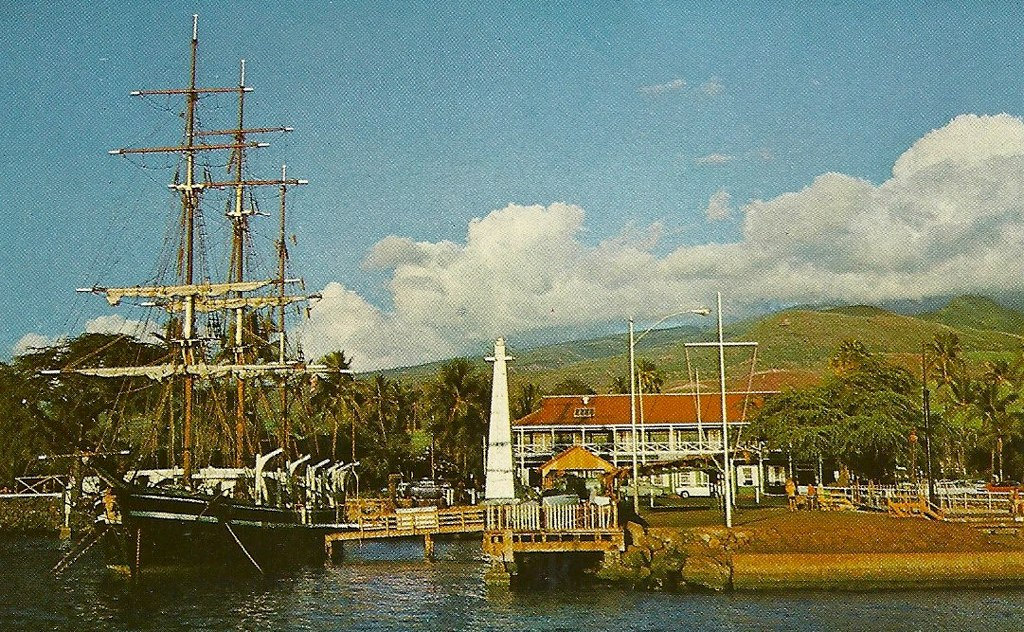
1970年頃撮影。ホテル前の海には帆船「カーサジニアン」が係留されていた。この船は1972年、廻漕中に座礁事故を起こして失われた。

ラハイナ修復財団 (Lahaina Restoration Foundation) によれば、パイオニア・インは1960年代初頭まで、マウイ島西部で唯一のホテルであった。
1960年代、「ラハイナ歴史地区」はアメリカ合衆国国定歴史建造物地区に指定されたが、パイオニア・インはその貢献的資産 (contributing building) に指定された。
1966年には帆船「カーサジニアン」 (Carthaginian (ship)) をホテル前に係留し、捕鯨業に関する博物館として公開していた。しかし1972年、「カーサジニアン」は整備のための廻漕中に座礁して失われた。
1997年にはベストウエスタンホテルズ傘下に入った（このため「ベストウエスタン パイオニア・イン」の名でも言及される）。2016年からはHistoric Hotels of America の一員であった。
2023年の大火（ハワイ・マウイ島山火事）で焼失した。

## ギャラリー

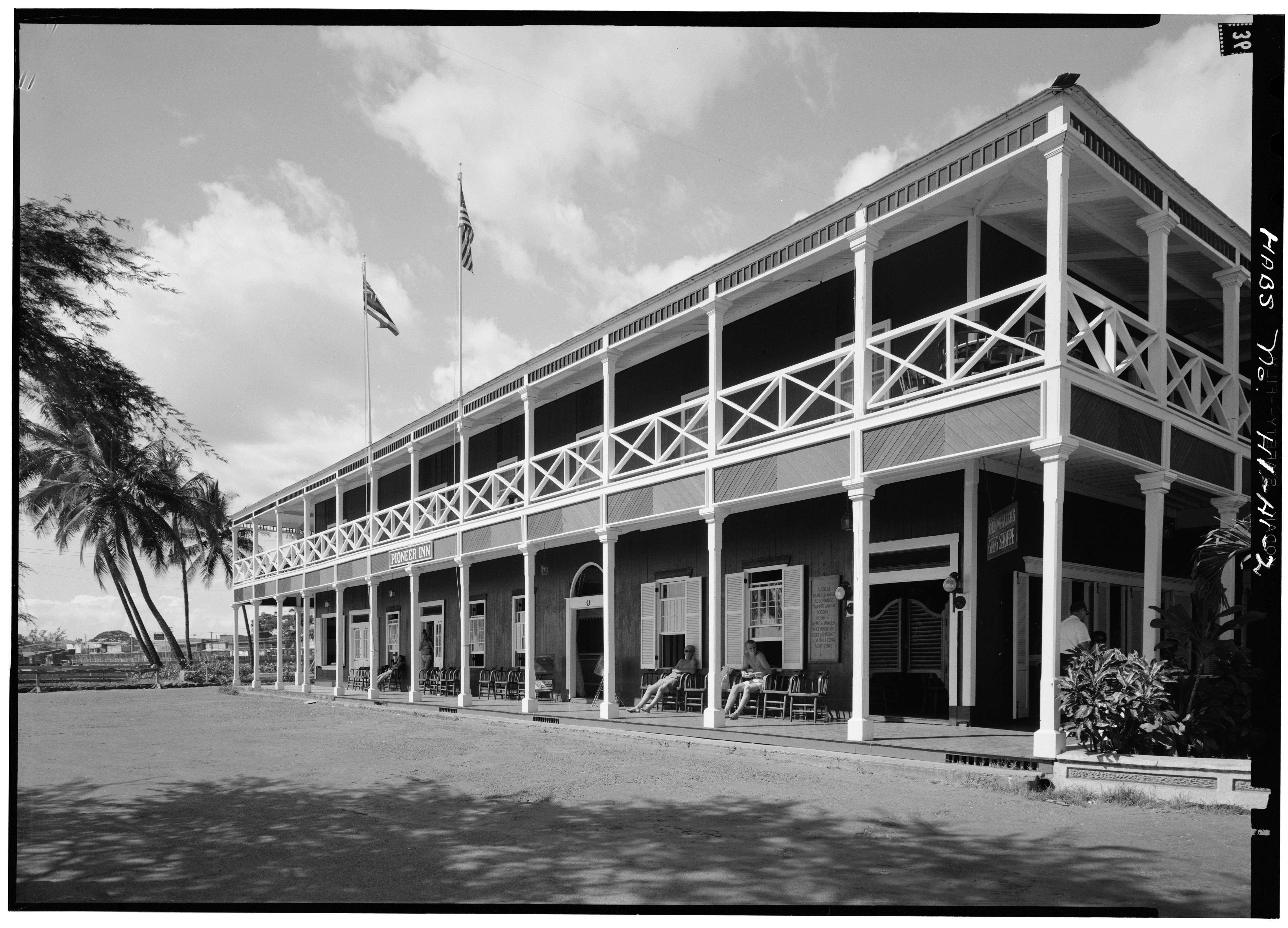
パイオニア・イン（1966年撮影）
フロントポーチ（1966年撮影）
ホテル内（1966年撮影）
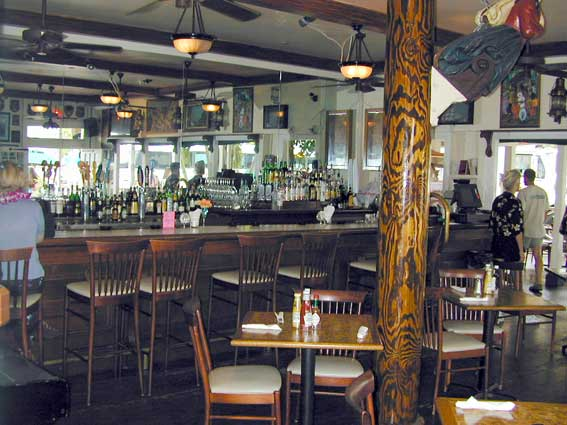
ホテル内（1990年代撮影）
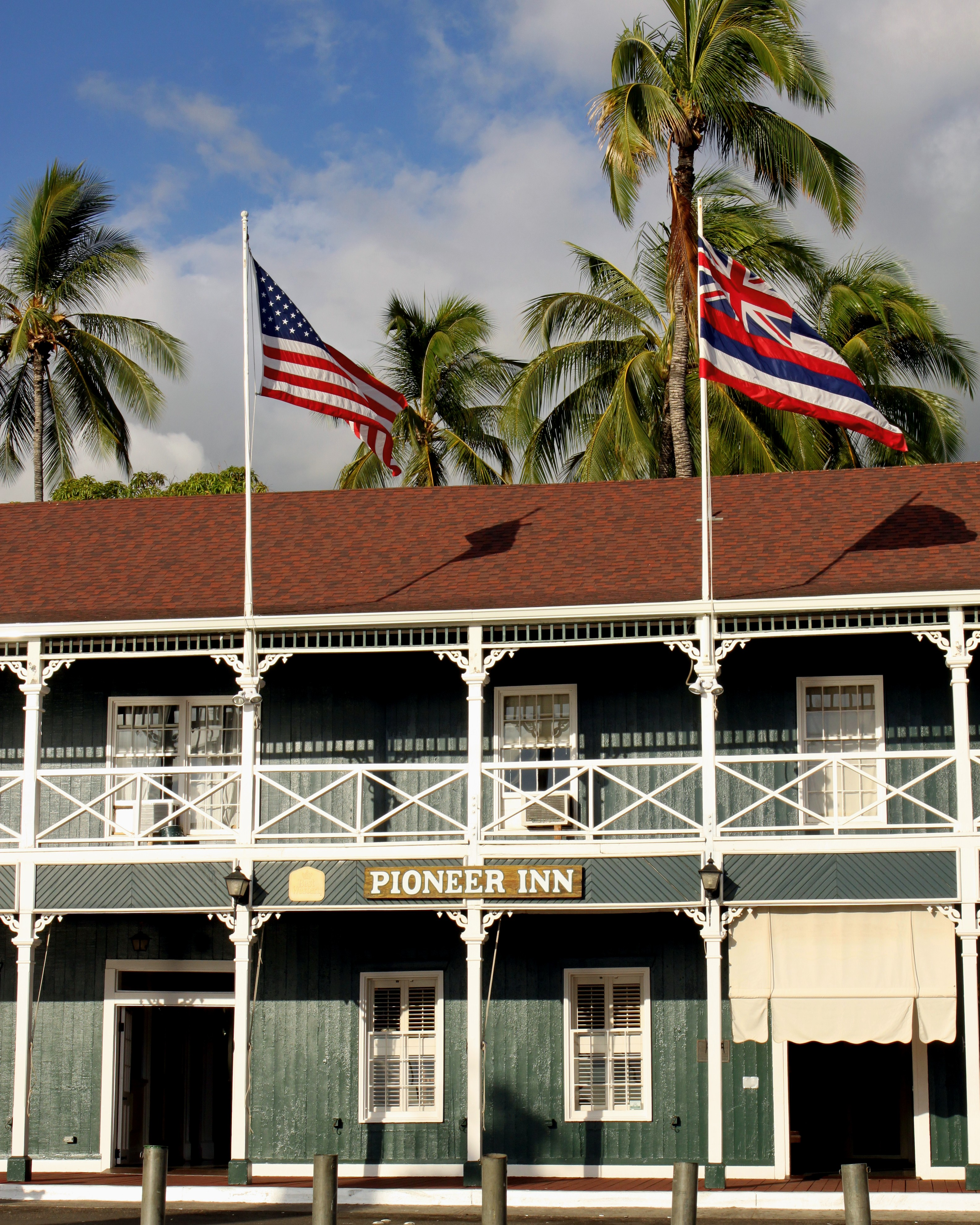
パイオニア・イン（2014年撮影）
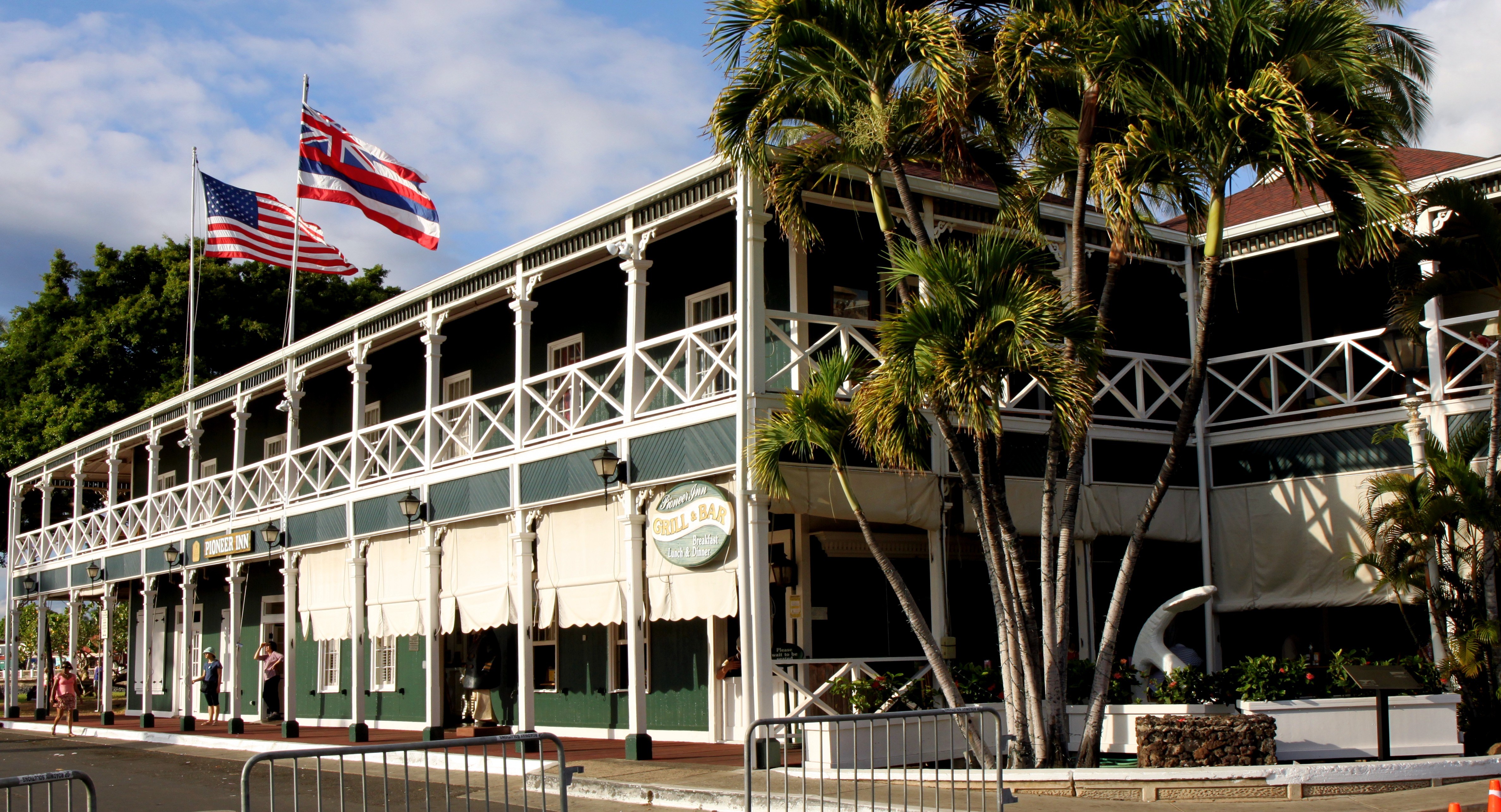
パイオニア・イン（2014年撮影）
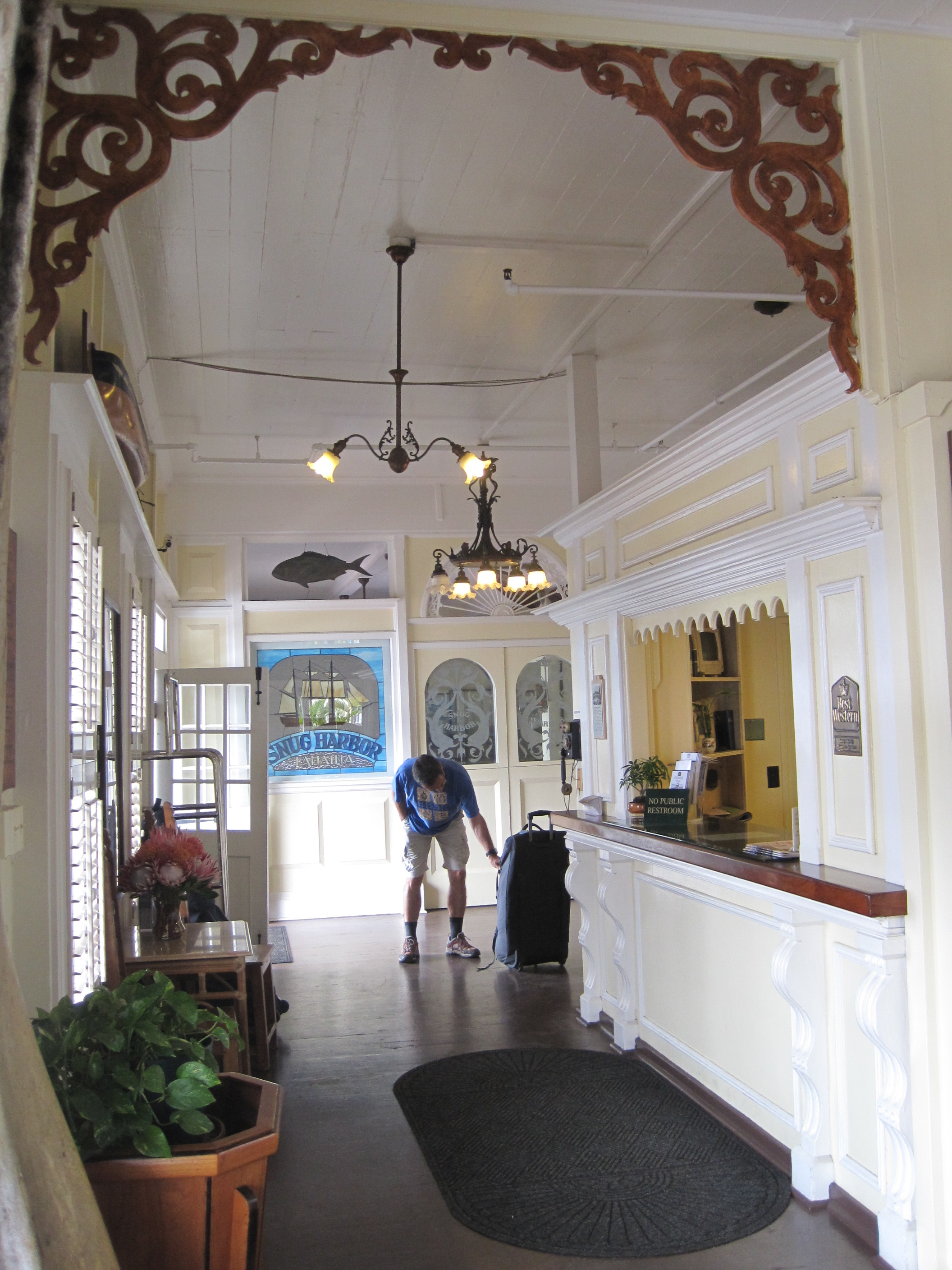
フロント（2010年撮影）